# Патентный ландшафт
Патентный ландшафт (англ. Patent Landscape) — аналитический инструмент в сфере патентования, позволяющий очертить технологический контекст любого исследуемого вопроса, изобретения или решения в области интеллектуальной собственности. Представляя инструментарий патентного анализа в целом, патентные ландшафты многократно усиливают потенциал результатов патентного поиска (англ. patent search) и патентного анализа (англ. patent analysis) за счет методов визуализации и многомерных аналитических представлений. В условиях значительного объёма и комплексного характера информации анализ патентного ландшафта становится существенным этапом, предваряющим любые исследования и разработки.

## Понятие
Патентный ландшафт — «один из видов патентного анализа, основанного на статистической и интеллектуальной обработке больших объемов научно-технической информации». Определения патентного ландшафта варьируются от «обзора патентной активности в технологическом вопросе или в географической единице» до «поиска ответов на практические вопросы и представление сложной информации в доступной форме для аудитории с разным уровнем подготовки».
Термин является смысловым производным от «патентной карты» (англ. patent map) и «патентного картирования» (англ. patent mapping), которые упорядочивают и конденсируют информацию с помощью двухмерных визуальных представлений, опираясь на географические и территориальные факторы, или переходя на картирование данных по другим возможным основаниям. В отличие от графиков и диаграмм, карты содержат в себе логику пространственного расположения единиц информации.

## Методология
Патентный ландшафт углубляет и развивает данные, создавая многомерные визуализации (вплоть до 3D), часто похожие на естественные природные ландшафты, которые выступают в роли катализатора для понимания (англ. insight) невидимых связей в сложных и многомерных массивах данных.
Патентный ландшафт находит своё практическое применение, в частности, у изобретателей, разработчиков, рационализаторов, патентных поверенных, специалистов патентного права. Аналогичную функцию может выполнять патентный поиск или патентное отслеживание. Патентные ландшафты служат для выработки новых идей, определения тенденций и приоритетов развития, выявления перспективных технологий, продуктов и сервисов, поиска партнеров по кооперации, отслеживания активности конкурентов. Таким образом патентный ландшафт — это инструмент для принятия стратегических решений на уровне изобретателя, корпорации, отрасли или государства.
Патентный ландшафт начинается с анализа имеющегося уровня техники и развития (англ. state-of-the-art или prior art), опирающегося на поиск в патентных базах данных, например, Всемирный указатель патентов Derwent World Patents Index и базах данных не-патентной литературы, например, Web of Science. Последние — это, как правило, репозитарии и коллекции публикаций научной литературы по научным исследованиям и опытным разработкам (англ. Research and Development, R&D). Текстовый анализ поисковых выдач позволяет структурировать информацию, содержащуюся в больших массивах данных, и создать семантические кластеры, сети, ряды и т. д., чтобы затем использовать непосредственно методы визуализации.
Современные патентные ресурсы обеспечивают исследователей вполне объективной, хотя и не совсем точной информацией о патентной активности субъектов, в качестве которых могут выступать страны, отрасли, отдельные предприятия и организации, а также конкретные изобретатели . С информацией об экономических показателях дело обстоит хуже как в отношении доступности, так и в отношении достоверности. По сути дела, объективной и доступной можно считать лишь финансовую отчетность крупных публичных компаний, да и то не во всех странах. 

## Роль ВОИС
Активному использованию патентных ландшафтов способствовала работа Комитета по развитию и интеллектуальной собственности (КРИС) Всемирной организации интеллектуальной собственности (ВОИС). КРИС с 2009 года реализовывает проект «Разработка инструментов доступа к патентной информации». В рамках данного проекта было подготовлено и издано «Руководство по подготовке отчетов патентных ландшафтов» (англ. Guidelines for Preparing Patent Landscape Reports), которое является учебником не только по методологии и инструментарию подготовки патентного ландшафта, но и по патентной практике в целом. Автор руководства, Энтони Трипп (англ. Anthony Trippe), — эксперт в области интеллектуальной собственности, основатель патентной информатики как предмета, а также создатель портала Patinformatics. В рамках указанного проекта КРИС, по поручение ВОИС было подготовлено около полутора десятков патентных ландшафтов. Еще более ста отчетов, опубликованных ВОИС, подготовлены специализированными аналитическими компаниями. В отличие от работ инициированных ВОИС и касающихся преимущественно таких тем, как здравоохранение, производство еды и охрана окружающей среды, независимые отчеты посвящены различным направлениям технологий и исследований.